# Lecteria (Lecteria) tibialis
Lecteria (Lecteria) tibialis is een tweevleugelige uit de familie steltmuggen (Limoniidae). De soort komt voor in het Afrotropisch gebied.